# Liste de ponts des Hautes-Alpes

## Grands ponts
Les ouvrages de longueur totale supérieure à 100 m du département des Hautes-Alpes sont classés ci-après par types d'ouvrages.

### Ponts routiers
- Pont de Savines sur la retenue de Serre-Ponçon, 924 m (RN 94).
- Viaduc sur la Durance (RN 94, contournement d'Embrun)
- Viaduc sur le Riou-Bourdou, 225 m (RN 94, entre Chorges et Savines)

### Viaducs ferroviaires
Sur la ligne Veynes - Briançon (en activité) :
- Viaduc de la Selle (205 m), entre Veynes et Gap ;
- Viaducs du Riou-Bourdou (225 m), du Réallon (144 m) et de l'Estrée (98 m), entre Gap et Embrun ;
- Viaducs de Pontfrache (156 m) et du Bramaffan (182 m), entre Embrun et Montdauphin-Guillestre ;
- Viaduc du Combal (140 m), entre Montdauphin et Briançon ;
- Viaduc de Pralong (ou des Moulettes), transformé en pont routier à la suite de la construction de la déviation de Serre-Ponçon (accès à Chanteloube).

Sur la ligne de l'Ubaye (abandonnée) :
- Viaduc de Chanteloube (300 m), noyé dans la retenue de Serre-Ponçon, visible lors des basses eaux.

Sur la ligne du Champsaur (abandonnée) :
- Viaduc du Buzon, entre Gap et le col de Manse.

## Ponts présentant un intérêt architectural ou historique
Les ponts des Hautes-Alpes inscrits à l’inventaire national des monuments historiques sont recensés ci-après.
- Pont - Aiguilles - XXe siècle
- Pont Bailey - Aiguilles - XXe siècle
- Pont - L'Argentière-la-Bessée - XXe siècle
- Pont d'Asfeld sur la Durance - Briançon - XVIIIe siècle
- Pont médiéval sur la Meouge - Châteauneuf-de-Chabre
- Pont - Château-Ville-Vieille - XVIIIe siècle
- Pont franchissant le Maurian sur la RN 91 - La Grave - XIXe siècle
- Pont dit le Pont-levis - Saint-Chaffrey - XXe siècle
- Pont - Saint-Martin-de-Queyrières - XIXe siècle ; XXe siècle
- Petit pont rouge sur le Buëch - Veynes

## Sources
Base de données Mérimée du Ministère de la Culture et de la Communication.